# Stazione di Kashiwara-minamiguchi
La stazione di Kashiwara-minamiguchi (柏原南口駅?, Kashiwara-minamiguchi-eki) è una stazione ferroviaria della città di Kashiwara, nella prefettura di Osaka, in Giappone. Presso di essa passa la linea Kintetsu Dōmyōji, e fermano tutti i treni della breve linea. A circa 400 metri a est si trova la stazione di Andō dove è possibile cambiare con la linea Kintetsu Ōsaka.

## Linee
Ferrovie Kintetsu
■ Linea Kintetsu Dōmyōji

## Struttura
La stazione è realizzata in superficie, con un marciapiede singolo e un unico binario usato in entrambe le direzioni.
| 1 | ■ Linea Kintetsu Dōmyōji | per Kashiwara e Dōmyōji |

## Stazioni adiacenti
| «                      | Servizio               | »                      |
| Linea Kintetsu Dōmyōji | Linea Kintetsu Dōmyōji | Linea Kintetsu Dōmyōji |
| ---------------------- | ---------------------- | ---------------------- |
| Dōmyōji                | Locale                 | Kashiwara              |